# Passiflora affinis
Passiflora affinis es una especie fanerógama de la familia Passifloraceae.

## Clasificación y descripción de la especie
Planta herbácea, trepadora, glabra; tallos angulosos, estriados longitudinalmente; estípulas linear-subuladas, de 1.5 a 2(4) mm de largo, falcadas, caedizas, peciolos de 1 3.5(4) cm de largo, desprovistos de glándulas nectariales, hojas aplanado-obovadas en contorno general, de 2 a 10 cm de largo y 3 a 14 cm de ancho, por lo común trilobadas desde la mitad o desde dos terceras partes de su longitud, margen entero, con 3 nervaduras principales manifiestas, membranáceas a subcoriáceas; flores por lo general dispuestas por pares, sobre pedúnculos de 1 a 3 cm de largo, brácteas setáceas de 1 a 3 mm de largo, colocadas hacia la mitad superior del pedúnculo; flores verdoso-amarillentas, de 2 a 4 cm de diámetro; sépalos oblongo-lanceolados, de 1 a 2 cm de largo y 2 a 5 mm de ancho, obtusos; pétalos lineares, de 6 a 15 mm de largo y 1.5 a 2.5 mm de ancho; paracorola formada por dos series de filamentos filiformes, los exteriores de 7 a 20 mm de largo; androginóforo de unos 7 mm de largo, anteras de 4 a 4.5 mm de largo; ovario globoso a ovoide, glabro, estilos de 6 a 9 mm de largo, estigmas de 1 mm de diámetro; fruto subgloboso, de 8 a 10 mm de diámetro, morado-negruzco; semillas obcordadas, de alrededor de 3 mm de largo y 2 mm de ancho, con 6 o 7 estrías transversales.

## Distribución de la especie
Esta especie se distribuye desde el suroeste de E.U.A. (Texas), hasta el centro de México, en los estados de Sonora, Coahuila, Nuevo León, Tamaulipas y Querétaro.

## Hábitat
Sólo desarrolla en bosques de pino y encino, en una altitud de 1400 m s.n.m. Florece en julio.

## Estado de conservación
No se encuentra bajo ningún estatus de protección.